# Porta Metronia (metrostation)

Porta Metronia eerder bekend als Amba Aradam-Ipponio is een toekomstig metrostation in het centrum van de Italiaanse hoofdstad Rome.

## Aanleg

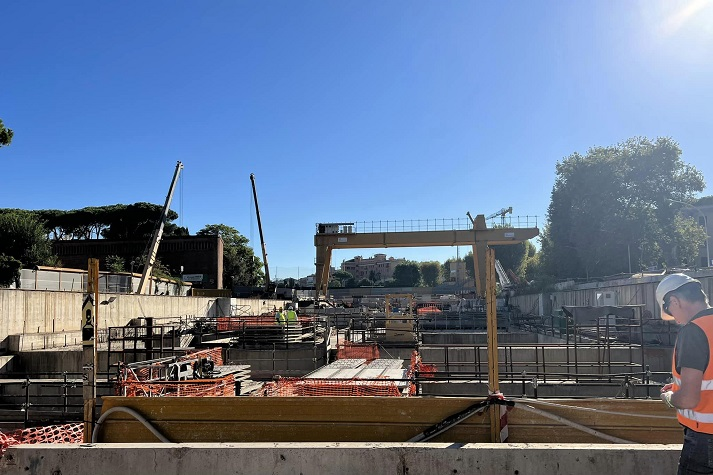
Het metrostation in aanbouw (2022)

Het metrostation is onderdeel van bouwdeel T3 tussen San Giovanni en de Piazza Venezia dat loopt onder de oude Romeinse binnenstad met veel bezienswaardigheden. Het traject werd in 2011 goedgekeurd met een bouwbudget van 792 miljoen euro. Het geld kwam pas beschikbaar nadat 252 miljoen was betaald ter dekking van meerwerk op delen van de lijn die al in aanbouw waren. Op 15 april 2013 werd gestart met het boren van de tunnels en in 2015 werd archeologisch onderzoek gedaan ter hoogte van de stations. Eind 2015 werd bij de beoogde ingang aan de Piazza Ipponio op negen meter diepte een kazerne uit de 2e eeuw na christus ontdekt. Het ontwerp van het station werd hierop aangepast en in december 2016 goedgekeurd. Architect Paolo Desideri past de 1753 m2 grote kazerne in in het ontwerp. De archeologische vondsten zullen worden veilig gesteld en de kazerne zal worden geconserveerd in een ondergrondse doos. De reizigers zullen de kazerne kunnen zien door een groot raam in de verdeelhal.

## Naam
Het metrostation werd aanbesteed onder de naam Amba Aradam wat, net als de parallel lopende straat, verwijst naar de slag bij Amba Aradam die in het interbellum plaatsvond en door Italië werd gewonnen. Deze naam is omstreden omdat het herrinnert aan een bloedige strijd in Ethiopië en beschouwd wordt als racistische en koloniale erfenis. In de nasleep van de betogingen door de Black Lives Matter beweging in de zomer van 2020 werd voorgesteld om het station te noemen naar de Italiaans-Somalische partizaan Giorgio Marincola, die sneuvelde in Val di Fiemme in de strijd tegen de nazi's. Uiteindelijk werd besloten om het station "Porta Metronia" te noemen.

## Opening
Het station Porta Metronia zal de wijken Appio-Latino en Celio bedienen en in beide richtingen is er bij het volgende station, Fori Imperiali in het westen en San Giovanni in het oosten, een overstap mogelijkheid op een andere metrolijn. De archeologische vondsten hebben ook hier voor vertraging gezorgd en anno 2020 wordt de opening verwacht in 2024.